# Rendszerbiológia
A rendszerbiológia a biológiai/orvosbiológiai tudományos kutatás terjedőben lévő új megközelítése. A rendszerbiológia a biológiai rendszereken belül végbemenő komplex interakciók vizsgálatát előtérbe helyező interdiszciplináris tudományterület, amely az elterjedtebb redukcionista megközelítés helyett holisztikusabb perspektívában helyezi el a biológiai és orvosbiológiai kutatást. A koncepció különösen 2000 után terjedt el széles körben a biológiai tudományok különböző kontextusaiban. A rendszerbiológia egyik nagyra törő célja, hogy felfedezzen, modellezzen emergens tulajdonságokat – ezek a sejtek, szövetek, szervezetek rendszerszerű működésével kapcsolatos tulajdonságok, melyek elméleti leírása kizárólag a rendszerbiológia hatáskörébe tartozó technikákkal lehetséges. Tipikusan ide tartoznak az anyagcsere-hálózatok vagy a sejtek közötti szignalizációs hálózatok. A rendszerbiológia nagy mértékben támaszkodik matematikai és számítási modellekre.

## Áttekintés
A rendszerbiológiát különböző aspektusokból tekinthetjük:
- tudományágként, a biológiai rendszerek komponensei közötti interakciók tudománya, annak vizsgálata, hogy ez ezek az interakciók hogyan állnak össze a rendszer funkcióivá és a rendszerre jellemző viselkedéssé (például az enzimek és metabolitok egy anyagcsere-útvonallá).[2][3]
- paradigmaként, mint az úgynevezett redukcionista megközelítés antitézise (lásd biológiai hierarchia), de ugyancsak a tudományos módszer keretein belül operálva. A két paradigma közötti eltéréseket a következő idézetek magyarázzák:

„A redukcionista szemlélet sikeresen azonosította az alkotóelemek nagy részét és a közöttük lévő interakciók közül is sokat, sajnálatosan azonban nem kínál fel meggyőző magyarázatokat és módszereket annak megértéséhez, hogy a rendszer tulajdonságai hogyan bukkannak fel… a biológiai hálózatokban fellépő okok és hatások sokfélesége könnyebben támadható sok komponens egyidejű, kvantitatív módszereket felhasználó megfigyelésével és az adatok szigorú, matematikai modellekbe integráló elemzésével.” (Sauer et al.).
„A rendszerbiológia… inkább dolgok egybe rakása, mint szétszedése, inkább integráció, mint redukció. Szükséges hozzá, hogy olyan gondolkodásmódokat alakítsunk ki, melyek éppoly rigorózusak, mint a redukcionista programjaink, de másfélék… Azt jelenti, hogy változtatnunk kell a filozófiánkon, a szó szoros értelmében.” (Denis Noble).
- a kutatás végzéséhez használt műveleti protokollok sorozata, egy ciklus, melynek alkotóelemei az elmélet, konkrét tesztelhető hipotézisek felállítása matematikai vagy számítási modellek alapján, kísérleti ellenőrzés, majd a sejtekről vagy sejtfolyamatokról újonnan szerzett kvantitatív leírás alapján a számítási modell finomítása.[6] Mivel a cél a rendszer interakcióit leíró modell létrehozása, a rendszerbiológiában alkalmazandó kísérleti technikák lehetőség szerint annyira rendszerszintűek és teljesek amennyire az lehetséges. Ezért transzkriptomikai, metabolomikai, proteomikai módszerekkel és nagy áteresztőképességű technikákkal (high throughput screening, HTS) gyűjtik be a kvantitatív adatokat a modellek megalkotásához és validálásához.[7]
- a dinamikus rendszerek elméletének a molekuláris biológiára való alkalmazásaként. Valóban, a tanulmányozott rendszerek dinamikájára való fókuszálás a fő koncepcionális különbség a rendszerbiológia és a bioinformatika között.
- tudományszociológiai jelenség, amit az a stratégia jellemez, hogy a biológiai rendszerek interakcióiról különböző kísérleti forrásokból, interdiszciplináris eszközökkel és személyzettel kinyert komplex adatok integrációjára törekszik.[8]

A nézőpontok fenti változatossága is jól illusztrálja, hogy jelenleg a rendszerbiológia inkább egymást részben fedő koncepciók halmaza, mint egyetlen, jól definiált tudományterület. Mindenesetre a kifejezést 2007 óta széles körben elterjedten használják, rendszerbiológiai tanszékek és intézetek burjánzanak világszerte.

## Történelme
A rendszerbiológia gyökerei megtalálhatók:
- az enzimkinetika kvantitatív modellezésében, ami 1900 és 1970 között virágzott,
- a népességnövekedés matematikai modellezésében,
- a neurofiziológiai tanulmányokhoz kifejlesztett szimulációkban,
- az irányításelméletben és a kibernetikában.

A rendszerbiológia előfutárai közé sorolható a teoretikusok közül Ludwig von Bertalanffy, az ő általános rendszerelméletével. A sejtbiológia területén végzett első numerikus szimulációkat 1952-ben publikálta a két brit neurofiziológus és Nobel-díjas, Alan Lloyd Hodgkin és Andrew Fielding Huxley, akik megalkották az idegsejt axonján továbbhaladó akciós potenciált leíró matematikai modellt. Az ő modelljük által leírt sejtfunkció két különböző molekuláris komponens, név szerint a kálium- és a nátriumcsatorna interakciójából bukkan fel, így a számítási rendszerbiológia előörsének lehet tekinteni. 1960-ban Denis Noble megalkotta az első szívritmus-szabályozó számítógépes modelljét.
A rendszerbiológia formális tudományát, önálló tudományágként 1966-ban indította el útjára a rendszerelmélettel foglalkozó Mihajlo Mesarovic egy nemzetközi szimpóziumon az Ohio állambeli Clevelendben található Case Institute of Technologyn, "Systems Theory and Biology" c. előadásában.
Az 1960-as és 70-es években fejlődött ki a komplex molekuláris rendszerek tanulmányozásának több új megközelítése, köztük a metabolikus kontrollanalízis és a biokémiai rendszerelmélet. A molekuláris biológia 1980-as években elér sikerei, párosulva a sokat ígérő, ám keveset teljesítő elméleti biológiával kapcsolatos szkepticizmussal oda vezetettt, hogy a biológiai folyamatok kvantitatív modellezése viszonylag apró tudományterület maradt.
A funkcionális genomika 1990-es évekbeli megszületésével azonban, ahogy nagy mennyiségű, jó minőségű adatok váltak hozzáférhetővé egy időben a számítástechnika robbanásszerű fejlődésével, lehetővé vált realisztikusabb modellek elkészítése. 1992-ben és 1994-ben cikksorozat jelent meg Kínában rendszer-orvostudományi, rendszergenetikai és rendszer-biomérnöki témákban BJ. Zeng kutatótól, aki 1996-ban előadást tartott a transzgenikus állatokról tartott első nemzetközi konferencián Pekingben, bio-rendszerelmélet és a kutatás rendszerszerű megközelítése tárgyában. 1997-ben Tomita Maszaru (冨田 勝) kutatócsoportja elsőként publikálta egy teljes (hipotetikus) sejt anyagcseréjének kvantitatív modelljét.
2000 körül, miután Seattle-ben és Tokióban is rendszerbiológiai intézetek alakultak, a rendszerbiológia önálló mozgalommá nőtte ki magát – ösztönözték erre a véghezvitt genomprojektek, az -omikákból (pl. genomika, proteomika) származó adatok nagymértékű növekedése és az ehhez kapcsolódó előrelépések a nagy áteresztőképességű kísérletekben és a bioinformatikában. Azóta számos rendszerbiológiának szentelt kutatóintézetet alapítottak. A National Institutes of Healthhez tartozó NIGMS által alapított projekttámogatási alap jelenleg tíznél is több rendszerbiológiai központ működését támogatja az Egyesült Államokban. 2006 nyarára a rendszerbiológus kutatók hiánya miatt a világ számos részén rendszerbiológiai doktori képzési programokat indítottak. Ugyanebben az évben a Nemzeti Tudományos Alap (NSF) meghirdette a 21. századi rendszerbiológia nagy kihívását, a teljes sejtet magába foglaló matematikai modell létrehozását.

## Kapcsolódó szakterületek

Jelátviteli útvonalak áttekintése

Egyik interpretációja szerint a rendszerbiológia az a képesség, hogy hozzájussunk, integráljunk és analizáljunk komplex adathalmazokat, melyek különböző, interdiszciplináris eszközökkel vizsgált kísérleti forrásokból származnak. Néhány tipikus technológiai platformja:
- Fenomika

A fenotípus változása az organizmus életpályája során.
- Genomika

A szervezet DNS-nek meghatározása, beleértve a szervezeten belüli egyedi variációkat (pl. telomérahossz-variációk stb.).
- Epigenomika / Epigenetika

A szervezetben fellépő és sejtspecifikus átírással kapcsolatos szabályozó faktorok, amikről nem ismeretes, hogy a genomszekvenciában lennének kódolva (pl. DNS-metiláció, hiszton-acetiláció és deacetiláció stb.).
- Transzkriptomika

A szervezetben, a szövet vagy a sejt szintjén végzett génkifejeződés-vizsgálat DNS-chippel vagy a „génexpresszió-változásokat nyomon követő, szekvenáláson alapuló technikával” (SAGE, serial analysis of gene expression)
- Interferomika

A szervezetben, a szövet vagy a sejt szintjén végzett vizsgálat, melynek tárgya a transzkripciós javítási faktorok (pl. RNS-interferencia)
- Transzlatomika / Proteomika

A szervezetben, a szövet vagy a sejt szintjén végzett vizsgálat, melynek tárgyai a fehérjék és peptidek, eszközei a kétdimenziós gélelektroforézis, tömegspektrometria vagy többdimenziós fehérjeazonosító technikák (fejlett HPLC eszközök tömegspektrometriával kombinálva). Az alterületek közé tartozik a foszfoproteomika, a glikoproteomika és más, a kémiailag módosult fehérjék észlelésére alkalmas eszközök.
- Metabolomika

A szervezetben, a szövet vagy a sejt szintjén végzett mérés, melynek tárgyát az összes, metabolitnak nevezett apró molekula képezi.
- Glikomika

A szervezetben, a szövet vagy a sejt szintjén végzett mérés, melynek tárgyát a szénhidrátok képezik.
- Lipidomika

A szervezetben, a szövet vagy a sejt szintjén végzett mérés, melynek tárgyát a lipidek képezik.
A fent felsorolt molekulák azonosításán és számszerűsítésén kívül további technikák, melyek a sejten belüli dinamikát és interakciókat tárják fel:
- Interaktomika

A szervezetben, a szövet vagy a sejt szintjén végzett vizsgálat, melynek tárgyát a molekulák közötti interakciók képezik. Jelenleg a fő csapásirány ezen a területen a protein-protein interakciók (PPI-k) vizsgálata, bár az interaktomika definíciója nem zár ki más molekuláris diszciplínákat sem.
- Neuroelektrodinamika

Az agy vizsgálata dinamikus rendszerként, a benne végbemenő elektromos interakciók és biofizikai mechanizmusok vizsgálata, melyekből összeáll a számításra képes rendszer.
- Fluxomika

Molekuláris dinamikai változások leírása a szervezet, a szövet vagy a sejt szintjén.
- Biomika

A biom rendszerszintű vizsgálata.
- Szemiomika

A szervezet jelrelációinak (szemiotikai) rendszerszintű vizsgálata.
- A rák rendszerbiológiája a rendszerbiológiai megközelítés fontos alkalmazási területe, amit sajátos vizsgálati területe különböztet meg (tumorképződés és rákgyógyítás). Specifikus adatokkal (páciensek mintái, nagy átbocsátású adatok, pl. a tumormintákból kinyert rákgenom jellemzőiről) és eszközökkel (halhatatlanná tett tumor-sejtvonalak, a tumorképződés modellje egerekben, xenograft modellek, új generációs DNS-szekvenálási módszerek, kis interferáló RNS, avagy siRNS-alapú génkiütéses nagy átbocsátású szűrések, a testi mutációk és genominstabilitás számítástechnikai modellezése) dolgozik.[24] A rák rendszerbiológiájának hosszú távú célkitűzése a daganatos betegségek jobb diagnózisa és osztályozása, a javasolt kezelés kimenetelének hatékonyabb megjósolása, ami távolabbi perspektívában a személyre szabott rákterápiát és a virtuális rákbeteget jelentheti. Jelentős erőforrásokat fordítottak a rák számítási rendszerbiológiájára, hogy különböző tumorok több skálán realisztikus in silico modelljeit létrehozzák.[25]

A vizsgálódásokat gyakran kombinálják nagyszabású perturbációs módszerekkel, köztük génalapú (RNS-interferencia, vad típus vagy mutáns gének hibás expressziója) és kismolekula-könyvtárakat használó vegyi megközelítések. robotok és automatizált szenzorok tesznek lehetővé ilyen nagy kiterjedésű kísérletezést és adatgyűjtést. A technológiák még fejlődésben vannak és gyakran előfordul, hogy az adatok nagy mennyiségével a minőség csökkenése jár. Kvantitatív tudósok széles skálája (számítás-biológusok, statisztikusok, matematikusok, számítástechnikusok, mérnökök, fizikusok) dolgozik azon, hogy az említett megközelítések minősége tovább javuljon, és hogy létrehozza, finomítsa és újratesztelje a modelleket, hogy pontosan tükrözzék a kísérletes megfigyeléseket.
A rendszerbiológiai megközelítés gyakran magában foglalja mechanisztikus modellek kifejlesztését, például az alapvető építőelemek kvantitatív jellemzőiből dinamikus rendszerek rekonstrukcióját. Például egy sejthálózat matematikailag modellezhető reakciókinetikai és irányításelméleti módszerek segítségével. A sejthálózatokban fellépő óriási számú paraméterek, változók és megszorítások miatt különböző numerikus és számítási módszereket kell segítségül hívni (pl. fluxusegyensúlyi vizsgálat.

## Bioinformatika és adatvizsgálat
A számítástechnika, informatika és statisztika egyéb jellemzőit is felhasználják a rendszerbiológia területén. Ezek közé tartoznak:
- Újfajta számítási modellek, például a processzalgebra alkalmazása a biológiai folyamatok modellezésére (a fontosabb megközelítések közé tartozik a sztochasztikus Pi-kalkulus, BioAmbients, Beta Binders, BioPEPA és Brane-kalkulus), valamint a korlátozás-alapú modellezés.
- A szakirodalmi adatok integrációja, információkivonás és szövegbányászat segítségével.
- Online adatbázisok és tárházak fejlesztése az adatok és modellek megosztására, az adatbázisok integrációjának és a szoftverek együttműködésének elérése a szoftverek, weboldalak, adatbázisok, kereskedelmi programok laza csatolása révén.
- A biológiai modellek reprezentációjának szintaktikailag és szemantikailag egészséges módjainak kifejlesztése.
- Hálózati alapú megközelítések a magas dimenziószámú genomikus adathalmazok analizálására. Például a súlyozott korrelációs hálózat-analízist (weighted correlation network analysis) gyakran használják klaszterek azonosítására (itt moduloknak nevezik őket), a klaszterek közötti kapcsolatok modellezésére, fuzzy számítások végzésére a modultagság kiszámítására, intramoduláris hubok azonosítására és más adathalmazokban lévő klaszter-fenntartás tanulmányozására.

## Fordítás
- Ez a szócikk részben vagy egészben a Systems biology című angol Wikipédia-szócikk ezen változatának fordításán alapul.  Az eredeti cikk szerkesztőit annak laptörténete sorolja fel. Ez a jelzés csupán a megfogalmazás eredetét és a szerzői jogokat jelzi, nem szolgál a cikkben szereplő információk forrásmegjelöléseként.